# Žarko Dadić
Žarko Dadić (ur. 11 lipca 1930 w Splicie) – chorwacki matematyk i historyk nauki, członek rzeczywisty Chorwackiej Akademii Nauki i Sztuki.

## Prace
- "Spomenica Hrvatskoga prirodoslovnog društva: 1885.-1985.: u povodu stote obljetnice postojanja", Hrvatsko prirodoslovno društvo, Zagreb, 1985.
- "Egzaktne znanosti hrvatskog srednjovjekovlja", Globus, Zagreb, 1991.
- "Egzaktne znanosti u Hrvata u doba prosvjetiteljstva", Matica hrvatska, Zagreb, 2004., ISBN 953-150-704-X
- Le développement des mathématiques. Idées et des méthodes des sciences exactes dans leur développement historique. Zagreb 1975, 252 pp.
- Histoire des sciences exactes en Croatie, Livre I, sciences exactes en Croatie jusqu'à la fin du XVIIIe siècle. Zagreb 1982, 362 pp.
- Histoire des sciences exactes en Croatie, livre II., Sciences exactes en Croatie du XVIIIe siècle au début du XXe siècle. Zagreb 1982, 383 pp.
- Ruder Boskovic. Zagreb 1987, 208 pp.
- Sciences exactes au Moyen Âge croate. Globus, Zagreb, 1991, 198 pp.
- Histoire des idées et des méthodes mathématiques... Zagreb 1992, 206 pp.
- Les croates et les sciences exactes à l'aube de l'âge classique. Zagreb 1994, 342 pp.
- Hermann de l'île (Hermannus Dalmata). Zagreb 1996, 211 pp.
- Petris Francis – Franciscus Patricius et sa philosophie naturelle. Zagreb, 2000, 191 pp.